# Bridges to Babylon
Bridges to Babylon je album grupe The Rolling Stones izdan 1997. To je njihov zadnji album u 20-tom stoljeću. Nakon albuma krenula je velika turneja s preko 100 koncerata, u sklopu koje su održali i koncert na zagrebačkom hipodromu.

## Popis pjesama
1. "Flip the Switch" – 3:28
2. "Anybody Seen My Baby?" – 4:31
3. "Low Down" – 4:26
4. "Already Over Me" – 5:24
5. "Gunface" – 5:02
6. "You Don't Have To Mean It" – 3:43
7. "Out of Control" – 4:43
8. "Saint of Me" – 5:15
9. "Might as Well Get Juiced" – 5:23
10. "Always Suffering" – 4:44
11. "Too Tight" – 3:33
12. "Thief in the Night" – 5:16
13. "How Can I Stop" – 6:54

## Singlovi
- "Anybody Seen My Baby?"
- "Out of Control"
- "Saint of Me"

## Izvođači
- Mick Jagger - pjevač, harmonika, gitara
- Keith Richards - gitara, pjevač
- Ron Wood - gitara
- Charlie Watts - bubnjevi
- Darryl Jones - bas-gitara

## Top ljestvice

### Album
| Godina | Ljestvica         | Pozicija |
| ------ | ----------------- | -------- |
| 1997.  | UK Top 75 Albumi  | #6       |
| 1997.  | The Billboard 200 | #3       |

### Singlovi
| Godina | Singl                  | Ljestvica              | Pozicija |
| ------ | ---------------------- | ---------------------- | -------- |
| 1997.  | "Anybody Seen My Baby" | Mainstream Rock Tracks | #3       |
| 1997.  | "Anybody Seen My Baby" | UK Top 75 Singles      | #22      |
| 1998.  | "Saint of Me"          | The Billboard Hot 100  | #94      |
| 1998.  | "Saint of Me"          | Mainstream Rock Tracks | #13      |
| 1998.  | "Out Of Control"       | UK Top 75 Singles      | #51      |

## Vanjske poveznice
- allmusic.com   Arhivirana inačica izvorne stranice od 6. svibnja 2005. (Wayback Machine) - Bridges to Babylon